# Miga, Quatchi, Sumi et Mukmuk
Miga et Quatchi sont les mascottes officielles des Jeux olympiques d'hiver de 2010 tandis que Sumi est la mascotte officielle des Jeux paralympiques d'hiver de 2010. Les deux événements sportifs ont eu lieu à Vancouver et Whistler, au Canada, entre février 2010 et mars 2010. Ces personnages de la firme Meomi Design sont inspirés des créatures des Premières nationalités canadiennes. Les mascottes ont été dévoilées le 27 novembre 2007.
Miga est une ourse de mer mythique, le croisement entre une orque et un ours Kermode (sous-espèce de l'ours présente uniquement sur la côte centrale de la Colombie-Britannique). Selon la légende des Amérindiens, les orques se seraient transformées en ours à leur arrivée sur la terre. Après quoi, ces ours seraient devenus blancs comme la neige pour rappeler aux gens la saison d'hiver.
Quatchi, lui, est également une créature mythique, un Sasquatch (Big Foot). On retrouve cette créature de par deux légendes. La première, « la femme des bois », représentant le Sasquatch comme un personnage redoutable. La deuxième, « l’homme des bois », représentant plutôt la créature comme un géant timide. L'histoire du Sasquatch est également l'œuvre d'une légende moderne, celle du Big Foot qui aurait été aperçu à différents endroits des forêts de l'Ouest de l'Amérique du Nord (États-Unis, Canada).
Sumi manifeste la richesse ethnique et la transformation. Il est le croisement d'une orque, d'un ours ainsi que d'un oiseau-tonnerre, présent sur de nombreux totems amérindiens.

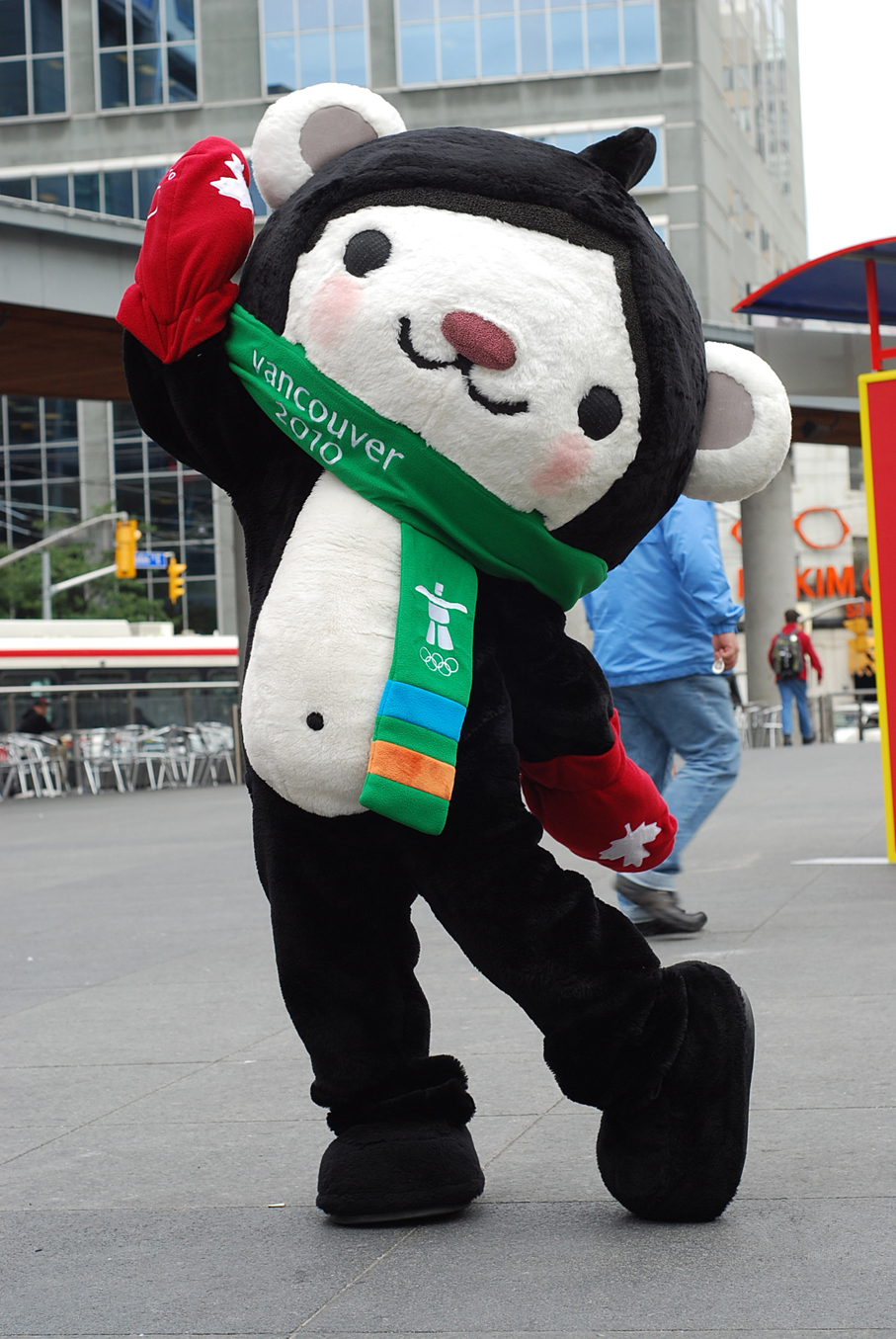
Miga
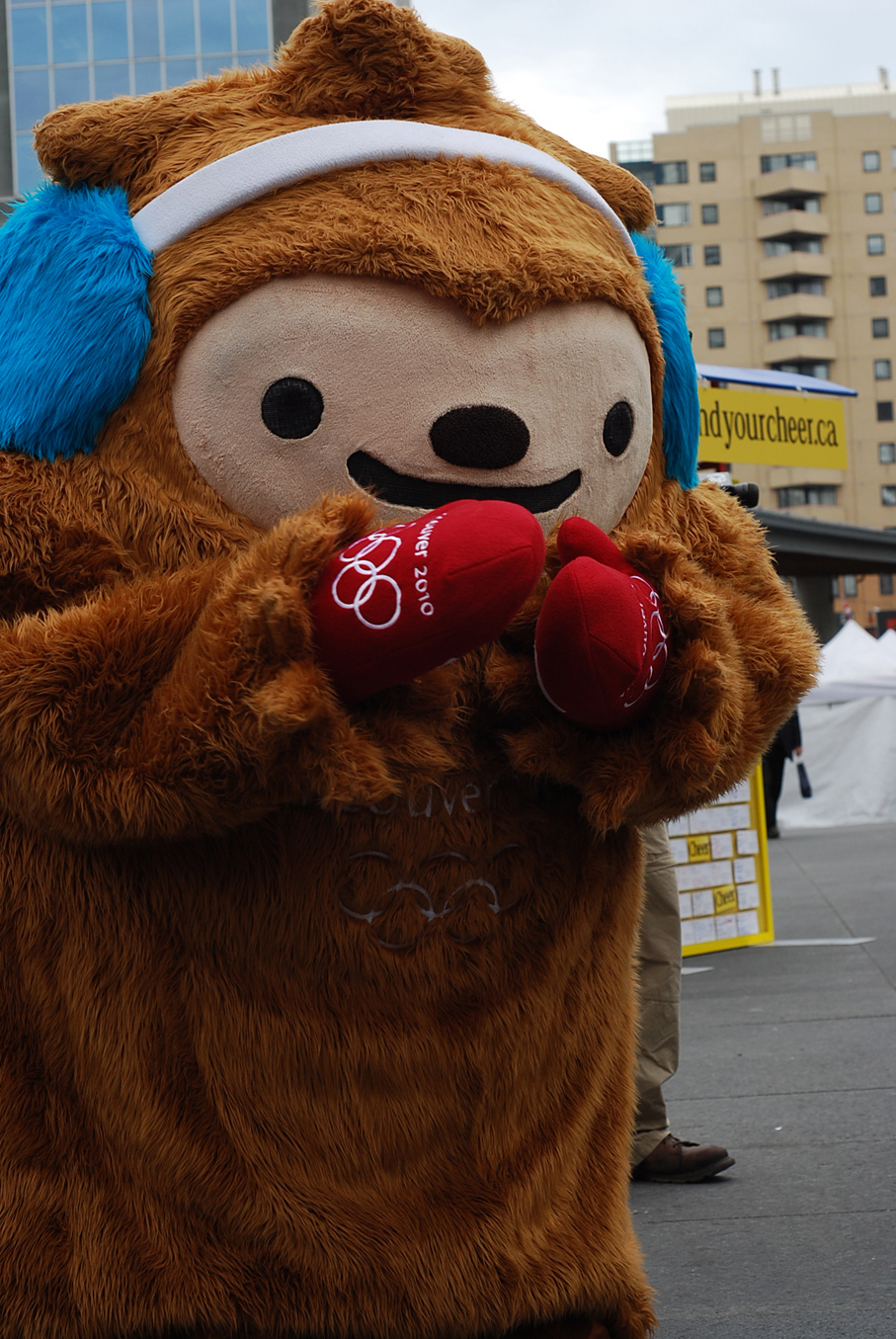
Quatchi